# Fernando Viola
Fernando Viola (ur. 14 marca 1951 w Torrazza Piemonte; zm. 5 lutego 2001 w Rzymie) – włoski piłkarz, grający na pozycji pomocnika.

## Kariera piłkarska
Wychowanek Juventusu, w barwach którego w 1971 rozpoczął karierę piłkarską. W sezonie 1972/73 został wypożyczony do Mantovy. W 1975 przeszedł do Cagliari. Potem występował w klubach Lazio, Bologna, Genoa i Barletta. W 1985 został piłkarzem Subiaco, w którym zakończył karierę piłkarską w roku 1986.
Zmarł w Rzymie w wieku 50 lat po wypadku drogowym w dzielnicy Parioli podczas jazdy skuterem.

## Sukcesy i odznaczenia

### Sukcesy klubowe
Juventus
- mistrz Włoch: 1971/72, 1974/75